# 安達魯西亞號
安達魯西亞號，為伊格那西歐·費南德茲·維哈所設計的一艘仿造17世紀之木造西班牙大帆船，於2010年3月從西班牙塞维利亚啟航、並駛抵中國上海市參與上海世博西班牙館的展覽活動。

## 簡介
安達魯西亞號是由西班牙安達魯西亞自治區的維多利亞號基金會（Fundación Nao Victoria）以十六世紀時麥哲倫艦隊成功返回西班牙的維多利亞號（Nao Victoria）為藍本仿造， 於2008年由哈爾金·卡瑞德·加西亞承辦起造，2010年下水。安達魯西亞號全長約55公尺、桅杆高40公尺，有六層甲板、三大桅桿及七張風帆，船側有砲門附有10門仿古防衛用加農炮。總噸位五百多公頓。以風力為動力、用羅盤辨認方位，以繩索操控風帆調整航行方向及速度。船長曼威，共有22名西班牙籍船員，著傳統西班牙海員服、披紅領巾穿白上衣。

## 2010年航海活動

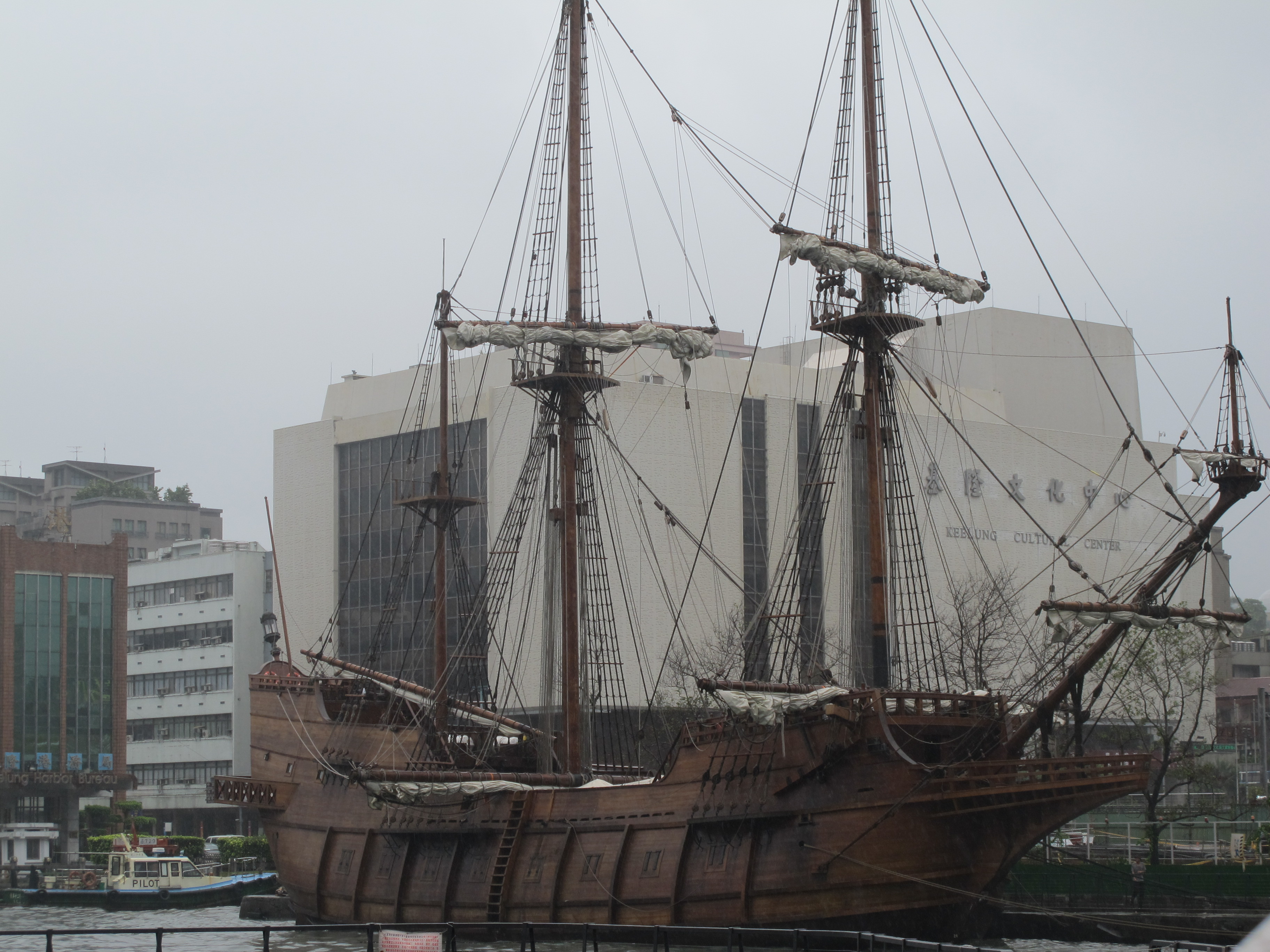
停泊於台灣基隆港的安達魯西亞號

為了重現大航海時代時先民遠航，此船於2010年3月啟程循3百多年前的航線經地中海、紅海、印度洋及南海，於6月24日抵達上海參與世博會。並於9月14日啟程離開上海，循原路返回西班牙。
宜蘭縣政府與蘭陽文教基金會透過台灣與西班牙化交流協會邀請到宜蘭烏石港開放參觀，紀念濫觴於1624年西班牙首次來台灣，從宜蘭蘇澳登陸，將蘇澳取名為「三打卡打里拉」（西班牙語：Santa Catalina，意為「聖凱瑟琳」）。原本預訂於9月17日抵達台灣的蘇澳港，18日再花6個小時航行至烏石港。但因凡那比颱風影響改停泊至基隆港東一碼頭避風，在颱風過後繼續航行到宜蘭縣的烏石港開放供參觀。

## 外部連結
- （西班牙文）El Galeón(Galeón Andalucía)
- YouTube上的botadura del Galeón Andalucía(film)
- 安達魯西亞號-宜蘭行-面向太平洋(Da al Oceano Pacifico 2010. Viaje del Galeon Andalucia a Yilan, Taiwan del Ano)（页面存档备份，存于）